# Munnozia olearioides
Munnozia olearioides là một loài thực vật có hoa trong họ Cúc. Loài này được (Muschl.) H.Rob. & Brettell mô tả khoa học đầu tiên năm 1974.